# شهریارک‌های خوش‌خوان
شهریارک‌های خوش‌خوان (نام علمی: Chasiempis) نام یک سرده از خانواده مگس‌گیر شهریار است.